# Stark Tibor (súlyemelő)
Stark Tibor (Tata, 1972. február 14. –) magyar súlyemelő, nagybátyja Stark András Európa-bajnok súlyemelő.

## Pályafutása
1991-től 13 éven keresztül volt tagja a válogatottnak. 

### Olimpia
- Spanyolországban, Barcelona adott otthont a XXV., az 1992. évi nyári olimpiai játékok súlyemelő tornájának, ahol 110 kg-ban 350 kg-mal a 11. helyen végzett.
- Amerikában, Atlantában rendezték a XXVI., az 1996. évi nyári olimpiai játékok súlyemelő tornáját, ahol a +108 kg-os súlycsoportban 415 kg-mal (szakítás:187,5 kg, lökés: 227,5 kg) a 8. helyen végzett.
- Ausztrália egyik nagyvárosában, Sydneyben rendezték a XXVII., a 2000. évi nyári olimpiai játékok súlyemelő tornáját, ahol +105 kg-os súlycsoportban a 8. helyet szerezte meg kiváló 425 kg-os összetett eredménnyel. A verseny minden idők egyik legnívósabb ólomsúlyú versenye volt.

### Világbajnokság
- 1995-ben Kinában Gunagzhuo városában rendezték a világbajnokságot ahol 402,5 kg-os eredménnyel a 9. helyen végzett az ólomsúlyúak között.
- 1997-ben Thaiföldön Chang Mai-ban 405 kg-mal a kimagasló 4. helyen fejezte be a versenyt a +108 -ok között.
- 1999-ben Athénban 417,5 kg-mal a 12. helyen zárt.
- 2001-ben Antalya-ban 415 kg-mal az 5.
- 2003-ban Vancouverben a 16. lett 395 kg-mal.

Pályafutása során kétszer szenvedett súlyos sérülést (könyök) .
Legjobb eredményét a sydney-i olimpián érte el, összetett 425 kg-mal (szakítás: 195 kg, lökés: 230 kg) amely összetett eredményét 2018. év végéig nem sikerült megdönteni amikor is az új súlycsoportok kialakítása miatt örökös csúccsá regisztrálódott.

## Díjai, elismerései
- Az év magyar súlyemelője 1997-ben.